# Lepidobatrachus laevis
Lepidobatrachus laevis is een kikker uit de familie Ceratophryidae. Later werd de wetenschappelijke naam Ceratophrys laevis gebruikt. De soort werd voor het eerst wetenschappelijk beschreven door John Samuel Budgett in 1899.
Lepidobatrachus laevis komt voor in delen van Zuid-Amerika en leeft in de landen Argentinië, Bolivia en Paraguay. Het is een bodembewoner die leeft in de strooisellaag.